# Monoceratuncus autolytus
Monoceratuncus autolytus är en fjärilsart som beskrevs av Józef Razowski 1986. Monoceratuncus autolytus ingår i släktet Monoceratuncus och familjen vecklare. Inga underarter finns listade i Catalogue of Life.